# Guntis Ulmanis
Guntis Ulmanis (n. 1939) es un político letón. Fue presidente de su país entre el 1993 y el 1999.
Guntis Ulmanis nació en Riga y vivió su infancia en Siberia, donde sus padres fueron deportados. Su tío abuelo Kārlis Ulmanis fue una importante figura política antes de la Segunda Guerra Mundial y el último presidente de Letonia antes de la ocupación soviética en 1940.